# Eisen-Schwefel-Cluster

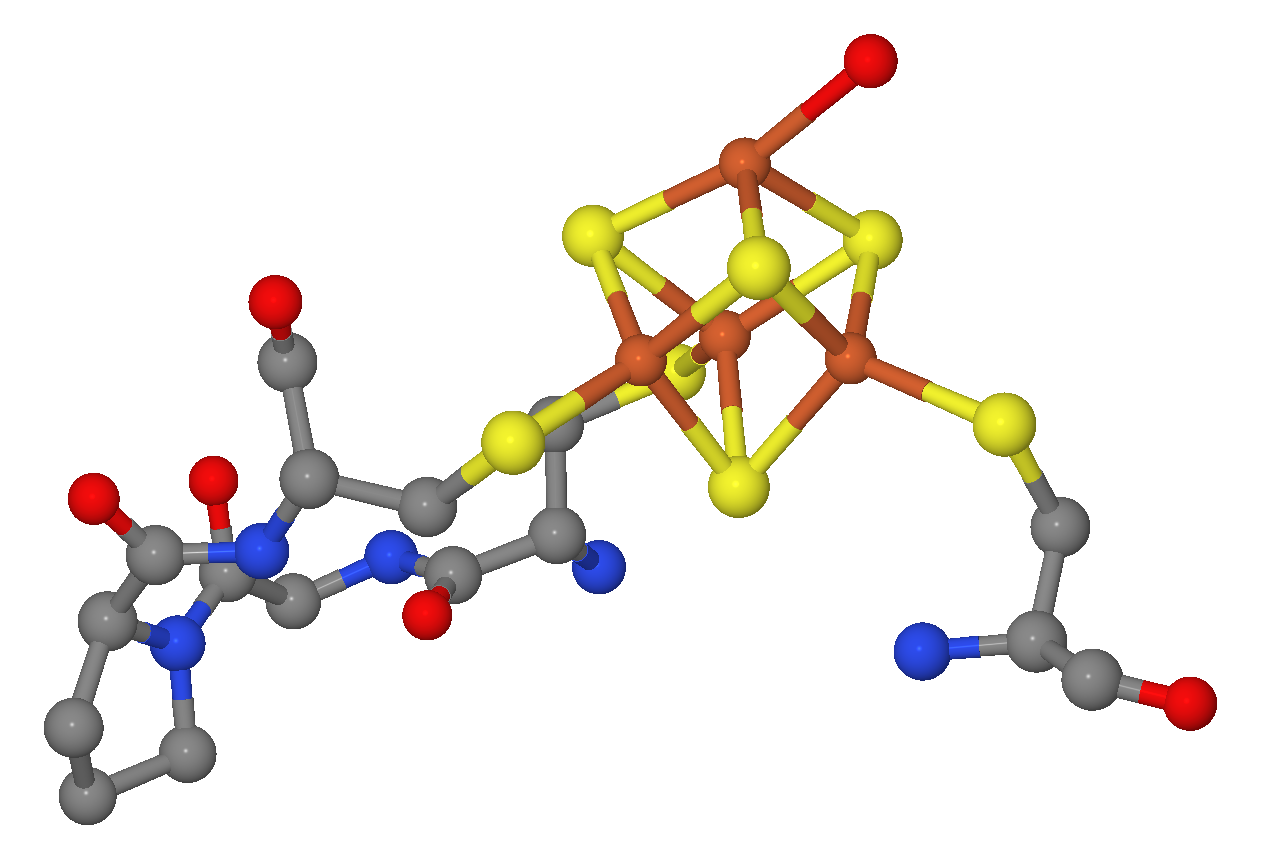
(4Fe-4S) als Kofaktor in Aconitase nach PDB. Gezeigt sind außerdem die über -S- gebundenen Cysteinreste des Proteins, die den Cluster fixieren.

(2Fe-2S)-Kofaktor, wie er in Cytochrom bc_{1} oder Cytochrom b_{6}f vorkommt.

Aktivierung des Eisen-Schwefel-Clusters durch das vierte Eisenatom. Die Konformation ändert sich vom Tetraeder zum Oktaeder.

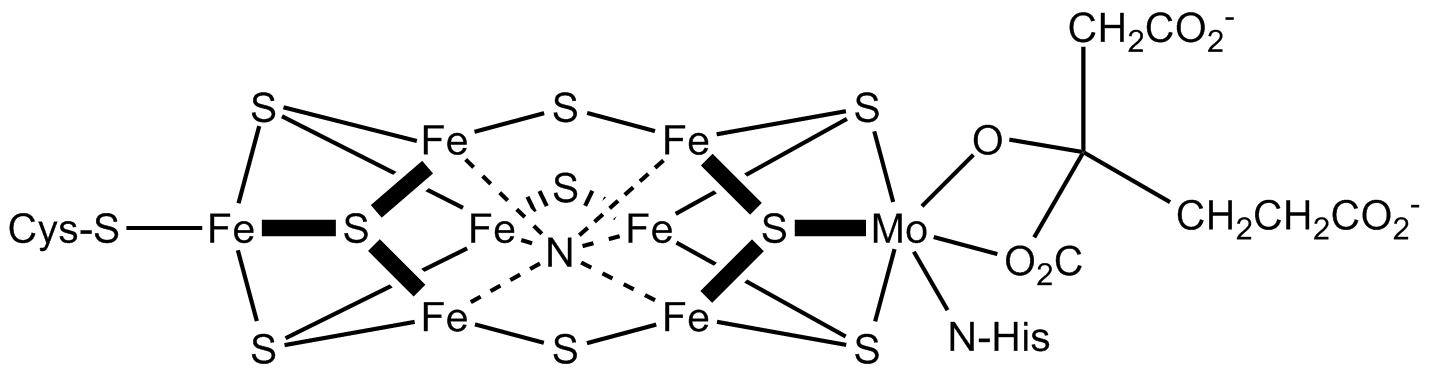
Kofaktor der Nitrogenase

Eisen-Schwefel-Cluster (Fe-S-Zentren) sind Mehrfachkomplexe aus Eisen und Schwefel der Größe von Clustern, die als Kofaktoren an Enzymreaktionen beteiligt sind. Am häufigsten und stabilsten sind (4Fe-4S) und (2Fe-2S). Im Allgemeinen werden Cluster zerstört, wenn sie für freien Sauerstoff zugänglich sind. Die Zugänglichkeit ist vom Schutz des bindenden Enzyms abhängig.
Diese Fe-S-Zentren wirken in Enzymen als Elektronentransferreaktanden, Lewis-Säuren und Radikal-Generatoren. So kann beispielsweise Stickstoff in Ammoniak, Wasserstoff in Protonen und Kohlenmonoxid in Kohlenstoffdioxid umgewandelt werden:
{\displaystyle \mathrm {N_{2}+10\ H^{+}+8\ e^{-}\longrightarrow 2\ NH_{4}^{+}+H_{2}} }
{\displaystyle \mathrm {H_{2}\longrightarrow 2\ H^{+}+2\ e^{-}} }
{\displaystyle \mathrm {CO+H_{2}O\longrightarrow CO_{2}+2\ H^{+}+2\ e^{-}} }
Die Eisenatome der Zentren werden durch anorganisches Sulfid und die Seitenketten von Aminosäuren koordiniert. Cysteine können beispielsweise über ihre Thiolgruppe koordinieren (s. Abb.).

## Biosynthese
Bereits unter reduzierenden, wässrigen Bedingungen bilden sich spontan rhombische (2Fe-2S)-Komplexe. Weitere Metallionen, z. B. Nickel oder Molybdän können in den Komplex in Folge aufgenommen werden. Dies geschieht im Organismus besonders effektiv unter Beteiligung eines Proteinkomplexes, der das Eisen-Schwefel-Cluster-Gerüstprotein (ISCU) enthält.
Dabei übernimmt ISCU die Rolle der Bindung der Eisenatome, die von ISCA herantransportiert werden, während das Enzym Cystein-Desulfurase unter Cysteinverbrauch Schwefelatome bereitstellt. Zunächst wird (2Fe-2S) zusammengestellt, das durch Dimerisierung schließlich (4Fe-4S) wird. Dieser Prozess kann sowohl in den Mitochondrien als auch im Zytosol stattfinden, wonach der fertige (4Fe-4S)-Komplex ins  Plasma transportiert oder gleich in bereitstehende Enzyme eingebaut wird.

## Vorkommen
Anaerob lebende Bakterien und Archaeen enthalten teilweise auch sauerstoffempfindliche Enzyme mit einem nickel-, eisen- und schwefelhaltigen Zentrum, das als Cluster C bezeichnet wird.
Das Enzym Nitrogenase enthält als Kofaktor einen Fe-Mo-S-Cluster.
Eisen-Schwefel-Cluster kommen in Mitochondrien, Mitosomen und Hydrogenosomen vor.

### Liste der menschlichen Proteine mit (2Fe-2S)
- NADH-Dehydrogenase, Succinat-Dehydrogenase und Cytochrom-c-Reduktase (Komplex I, II und III der Atmungskette, Citratzyklus)
- Adrenodoxin (Synthese der Thyroidhormone)
- Xanthinoxidase (Nukleotidmetabolismus)
- Aldehydoxidase (Biotransformation, Abbau von Nikotin)
- Ferrochelatase (Porphyrinmetabolismus)
- Miner1 und Miner2

### Liste der menschlichen Proteine mit (4Fe-4S)
- NADH-Dehydrogenase und Succinat-Dehydrogenase (Komplex I und II der Atmungskette, Citratzyklus)
- Aconitase (Citratzyklus)
- Amidophosphoribosyltransferase (Purinstoffwechsel, Inosinmonophosphat-de novo-Synthese)
- Dihydropyrimidin-Dehydrogenase (Aminosäuresynthese, Synthese von β-Alanin)
- IREBP2 (Eisenstoffwechsel)
- Lipoylsynthase (Proteinmodifizierung)
- die Kernenzyme DNA-Primase und Endonuklease III-like